# Rhagastis mongoliana
Rhagastis mongoliana là một loài bướm đêm thuộc họ Sphingidae. Nó được tìm thấy ở Trung Quốc, phía bắc đến Mông Cổ, Hàn Quốc và the Primorsky Krai in Nga, và phía đông đến Đài Loan và Nhật Bản.
Sải cánh dài 47–63 mm. 

♂
♂ △
♀
♀ △

Có hai lứa trưởng thành một năm, con trưởng thành bay từ cuối tháng 4 đến tháng 8 ở đông bắc China.
Ấu trùng được ghi nhận ăn các loài Berberis, Cayratia, Impatiens, Polygonum và Vitis in China, Cayratia japonica, Impatiens balsamina, Zantedeschia aethiopica và Parthenocissus tricuspidata in Japan, Impatiens balsamina và Galium verum var. asiaticum in Korea, Vitis amurensis in the Russian Far East và Cissus, Damnacanthus, Galium, Oenothera và Parthenocissus elsewhere.